# Stay Alive (타카하시 리에의 노래)
〈Stay Alive〉(스테이 얼라이브)는 2016년 8월 24일에 출시된 싱글이다. 애니메이션 《Re: 제로부터 시작하는 이세계 생활》의 삽입곡으로 쓰인 노래들이 수록되어 있으며, 1번 트랙 〈Stay Alive〉와 3번 트랙 〈아가의 꿈이여〉는 타카하시 리에, 2번 트랙 〈Wishing〉은 미나세 이노리가 불렀다.

## 수록곡
| #  | 제목                           | 재생 시간 |
| -- | ------------------------------ | --------- |
| 1. | 〈Stay Alive〉                 |           |
| 2. | 〈Wishing〉                    |           |
| 3. | 〈ぼうやの夢よ→아가의 꿈이여〉 |           |